# Tinlay Choedon Dewatshang
Tinlay Choedon Dewatshang aussi écrit Thinley Chodon Dewatsang (tibétain : འཕྲིན་ལས་ཆོས་སྒྲོན་བདེ་བ་ཚང, Wylie : 'phrin las chos sgron bde ba tshang) née en 1957 à Lhassa au Tibet est une femme d'affaires et une femme politique tibétaine. 

## Biographie
Tinlay Choedon Dewatshang, née en 1957 à Lhassa au Tibet, est la fille de parents tibétains exilés en 1959 en Inde à la suite de la fuite du 14e dalaï-lama du Tibet, que son père Kunga Samten Dewatshang à contribuer à faire une réussite.
Kunga Samten envoye sa fille Tinlay Choedon Dewatshang à l'école à Dharamsala puis en France, où elle ouvre une boutique tibétaine dans le Marais au 15-17 rue de Turenne dans les années 1980.
En 1990, La Boutique tibétaine du Marais, Dewatshang, pour faire connaître la musique du Tibet, publie cinq cassettes et disques compacts audio. Ils ont été enregistrés en studio, en Europe, par des moines et de laïcs. Trois concernent la musique religieuse gelugpa des collèges tantriques de Gyuto (DEWA 1 et 3) et Gyumé (DEWA 5). Les deux autres correspondent à un répertoire laïc, de musiques à la mode à Lhassa avant la seconde guerre mondiale (DEWA 4), et de chansons de jeunes Tibétains réfugiés en Inde (DEWA 2). 
Tinlay Choedon Dewatshang travaille en étroite collaboration avec son frère Dorjee Wangdi Dewatshang, un architecte tibétain, sur des projets sociaux et éducatifs pour le Communauté tibétaine des colonies tibétaine.
En 1996, Tinlay Choedon Dewatshang est élue députée du parlement tibétain en exil où elle représente l'Europe.
En 1999, elle écrit une lettre au Monde, dont un extrait est publié par le journal sous le titre La question tibétaine où elle signale que depuis le 5 avril 1999, devant le Office des Nations unies à Genève, où se tient la 55e session de la Commission des droits de l'homme des Nations unies, trois Tibétains ont débuté une grève de la faim, appelant à un soutien politique à la cause tibétaine. Elle rappelle que « le dalaï-lama prône la « voie médiane » pour résoudre le problème tibétain par le dialogue et la négociation, approuvée par le Parlement tibétain en exil. ».
Elle accompagne Samdhong Rinpoché quand il est reçu au Sénat par le Groupe d'information internationale sur le Tibet le 17 octobre 2000.
Lors d'une manifestation pour demander la reprise du dialogue entre le 14e dalaï-lama et  le président chinois Xi Jinping, à l'occasion de la visite de ce dernier en France en 2019, Tinlay Choedon Dewatshang déclare « La politique de Xi Jinping au Tibet, c'est la répression dure. Les Tibétains ne peuvent même plus avoir la photo du dalaï-lama chez eux. Il y a eu 153 immolations par le feu depuis dix ans au Tibet ». Pour Tinlay Dewatshang, « la France peut jouer un rôle très important pour une réouverture du dialogue entre le Tibet et la Chine » fermé en 2010.